# Lydella myoidea
Lydella myoidea là một loài ruồi trong họ Tachinidae.